# Fonction flyback
 (septembre 2023).
La mise en forme du texte ne suit pas les recommandations de Wikipédia : il faut le « wikifier ».
Les points d'amélioration suivants sont les cas les plus fréquents. Le détail des points à revoir est peut-être précisé sur la page de discussion.
- Les titres sont pré-formatés par le logiciel. Ils ne sont ni en capitales, ni en gras.
- Le texte ne doit pas être écrit en capitales (les noms de famille non plus), ni en gras, ni en italique, ni en « petit »…
- Le gras n'est utilisé que pour surligner le titre de l'article dans l'introduction, une seule fois.
- L'italique est rarement utilisé : mots en langue étrangère, titres d'œuvres, noms de bateaux, etc.
- Les citations ne sont pas en italique mais en corps de texte normal. Elles sont entourées par des guillemets français : « et ».
- Les listes à puces sont à éviter, des paragraphes rédigés étant largement préférés. Les tableaux sont à réserver à la présentation de données structurées (résultats, etc.).
- Les appels de note de bas de page (petits chiffres en exposant, introduits par l'outil «  Source ») sont à placer entre la fin de phrase et le point final[comme ça].
- Les liens internes (vers d'autres articles de Wikipédia) sont à choisir avec parcimonie. Créez des liens vers des articles approfondissant le sujet. Les termes génériques sans rapport avec le sujet sont à éviter, ainsi que les répétitions de liens vers un même terme.
- Les liens externes sont à placer uniquement dans une section « Liens externes », à la fin de l'article. Ces liens sont à choisir avec parcimonie suivant les règles définies. Si un lien sert de source à l'article, son insertion dans le texte est à faire par les notes de bas de page.
- La présentation des références doit suivre les conventions bibliographiques. Il est recommandé d'utiliser les modèles {{Ouvrage}}, {{Chapitre}}, {{Article}}, {{Lien web}} et/ou {{Bibliographie}}. Le mode d'édition visuel peut mettre en forme automatiquement les références.
- Insérer une infobox (cadre d'informations à droite) n'est pas obligatoire pour parachever la mise en page.

Pour une aide détaillée, merci de consulter Aide:Wikification.
Si vous pensez que ces points ont été résolus, vous pouvez retirer ce bandeau et améliorer la mise en forme d'un autre article.

Chronographe-bracelet Longines de 1928, composé du calibre 13.33Z modifié de 1925. Il s’agit du plus ancien chronographe Flyback existant à ce jour et est exposé au Musée Longines

La fonction flyback, ou retour-en-vol, est une complication horlogère qui permet à son utilisateur d'arrêter, de remettre à zéro et de redémarrer la fonction chronomètre du chronographe par une simple pression sur un second poussoir, situé à 4 heures. Dans les chronographes ordinaires, l'utilisateur doit appuyer trois fois pour effectuer cette opération : une première fois pour arrêter le chronographe, une deuxième pour remettre les aiguilles à zéro et enfin une troisième fois pour redémarrer le chronographe et chronométrer la séquence suivante. Un chronographe flyback raccourcit le temps d'opération nécessaire pour mesurer les étapes suivantes d'un vol.

## Autre nom
La fonction flyback est également connue sous d'autre nom :
- Retour-en-vol

## Vue d’ensemble
La fonction flyback est une complication inspirée par le développement de l’industrie aéronautique au début du XXe siècle.
Comme la plupart des chronographes, les flyback sont parés de l’habituelle couronne à 3 heures et d’un poussoir à 2 heures pour démarrer, arrêter et remettre à zéro la fonction chronomètre. La différence est l’ajout d’un second poussoir à 4 heures, permettant d'effectuer ces trois actions d’une seule pression.

## Aide à la navigation
Face à l'émergence des vols à grande vitesse (Maurice Prévost a atteint 200 km/h en 1913), l'enregistrement de multiples intervalles de temps avec un chronographe conventionnel générait une marge d'erreur importante. Le but de la fonction flyback, ou retour-en-vol, était donc de réduire cette marge d'erreur et d'aider les pilotes à naviguer plus précisément.

## Histoire
Le premier modèle flyback est un chronographe-bracelet fabriqué par Longines et composé d’un un calibre 13.33Z en 1925,. La fonction flyback a servi à la navigation et au chronométrage d'événements sportifs au XXe siècle. Il s'agit de la première complication horlogère conçue pour enregistrer des intervalles de temps multiples avec comme exemples d’application, la navigation à l’estime, la mesure de la consommation de carburant ou l'exécution de manœuvres coordonnées. Longines a déposé le brevet du mécanisme flyback le 12 juin 1935. Il est approuvé et enregistré le 16 juin 1936,.

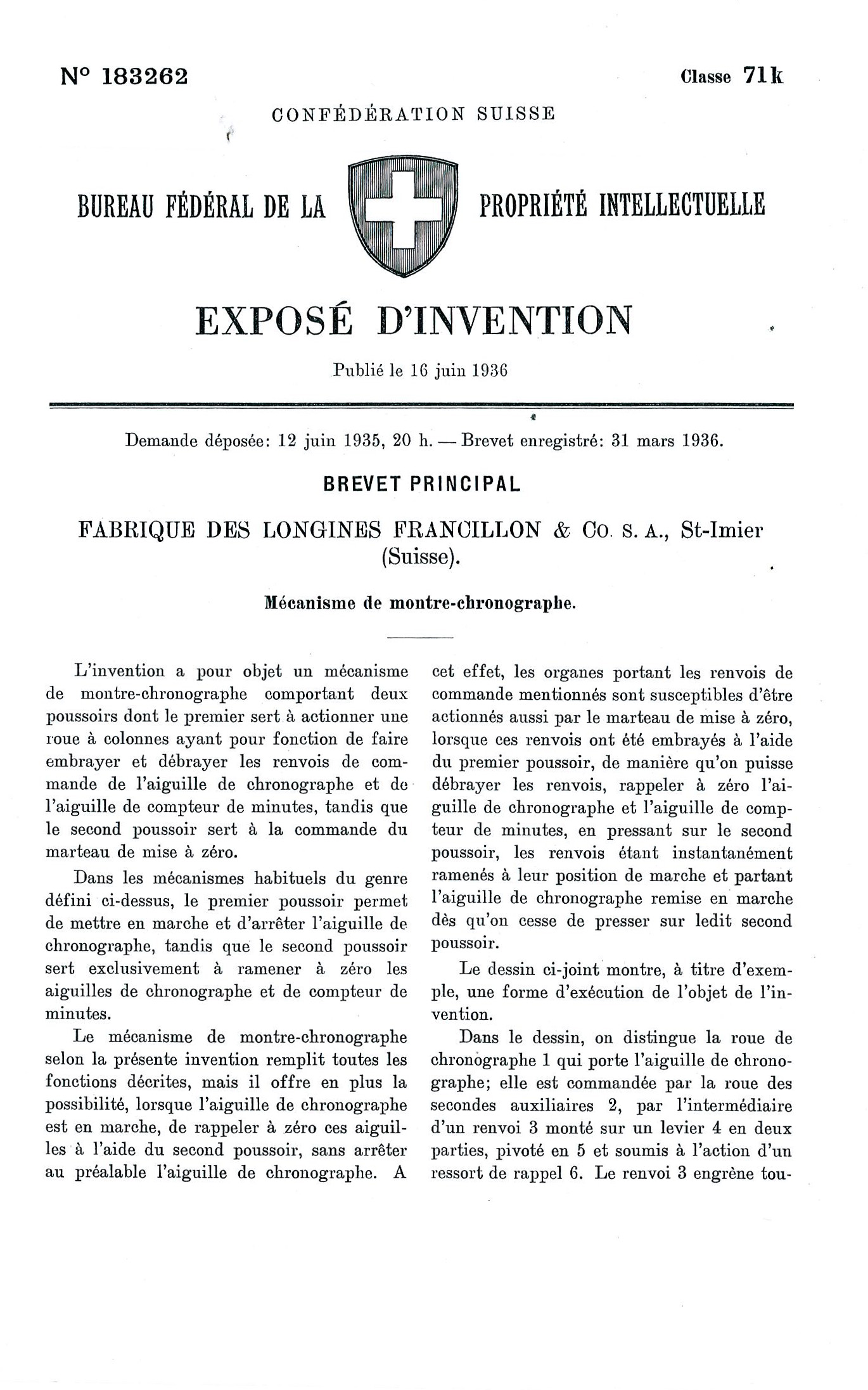
Exposé d'invention attestant de l'invention du mécanisme Flyback par Longines. La demande a été déposée le 12 juin 1935. Le brevet est enregistré le 31 mars 1936.

La fonction flyback trouve son origine dans les progrès de l'aéronautique. En effet, les premières années du XXe siècle ont permis non seulement de faire du vol une technologie fiable, mais aussi de développer des outils adaptés à ce nouveau type de navigation. Un problème majeur s'est rapidement posé aux pilotes : la vitesse élevée de l’avion, combinée à la longueur des méthodes de calcul. Cet ensemble de facteurs se traduisait forcément par des temps de vol plus longs dans des caps incorrects. À grande vitesse, cela conduisait inexorablement à des erreurs de navigation importantes voire fatales. À vrai dire, elles menaient au mieux les pilotes à manquer leur point de destination. Au pire, ils disparaissaient quelque part au milieu de l'océan, par manque de carburant. Wiley Post, par exemple, emportait trois chronomètres "parce qu'une minute d'erreur dans le temps signifiait une erreur de 15 milles sur l'équateur dans le calcul final de la position". La fonction retour-en-vol contribue activement à rendre la navigation plus précise : les pilotes n'ont plus qu'à appuyer sur un poussoir pour arrêter, remettre à zéro et redémarrer leur chronographe, ce qui offre une plus grande précision dans leurs calculs à grande vitesse. Grâce à la fonction flyback, tout ce qui se rapporte au temps mesuré par séquence ou à intervalles rapprochés sont désormais réalisables de façon beaucoup plus précise, que ce soit la navigation à l'estime, les manœuvres coordonnées ou encore la mesure de la consommation de carburant.
Richard Byrd, qui a survolé le premier le pôle Sud en 1929, a mené plusieurs expéditions en portant un chronographe-bracelet Longines (calibre 13ZN) avec fonction flyback,.